# Micromorphus longilamellatus
Micromorphus longilamellatus är en tvåvingeart som beskrevs av Robinson 1964. Micromorphus longilamellatus ingår i släktet Micromorphus och familjen styltflugor. Inga underarter finns listade i Catalogue of Life.